# Азрієль Хайкін

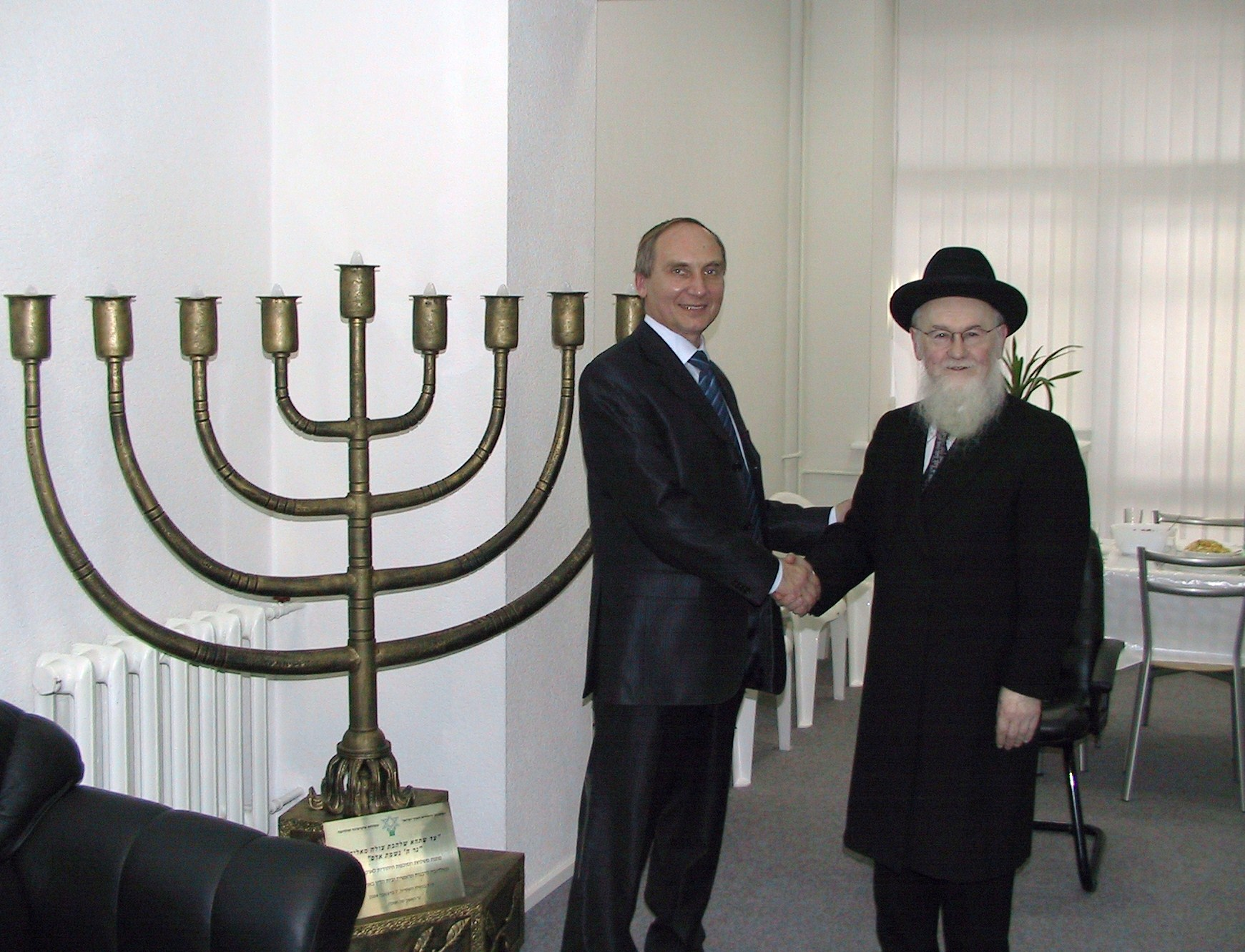
Азріель Хайкін (праворуч) під час зустрічі з українським релігієзнавцем Козловським І.А.

Азріє́ль Ха́йкін  (нар. 6 червня, 1938, СРСР) — головний рабин України та глава Головного рабинату України.

## Життєпис
Народився 6 червня 1930 року у СРСР.
Наприкінці Другої світової війни переїхав до Польщі, далі — у Німеччину, Францію та США. Навчався в єшиві «Томгей Тмімім». У 1954 році став рабином синагоги в Піттсбурзі, згодом у Монреалі (Канада).
У 1955—1958 рр. працював у Марокко, 1959—1968 рр. — у Данії, згодом — у Бельгії.
Належить до хасидів Хабад Любавич, є знаним фахівцем у галузі кашруту (дозволеної й забороненої для юдеїв їжі).
З початком перебудови неодноразово відвідував СРСР, згодом став консультантом Союзу рабинів СНД.
У 1990 році отримав від короля Бельгії звання лицаря и орден Корони. У 1992 році обраний на пост головного рабина глави Бейт Діна Брюсселя.
Член асоціації рабинів Європейського рабинського центру. 
2 вересня 2003 року на пропозицію учасників 2-го з'їзду рабинів України в Києві прийняв обов'язки головного рабина України. У 2008 року передав свої обов'язки головному Раббину Києва Раббину Йонатану Марковичу.